# Fonction de von Mangoldt
En mathématiques, la fonction de von Mangoldt est une fonction arithmétique nommée en l'honneur du mathématicien allemand Hans von Mangoldt.

## Définition
La fonction de von Mangoldt, traditionnellement notée {\displaystyle \Lambda }, est définie sur {\displaystyle \mathbb {N} ^{*}} par
{\displaystyle \Lambda (n)={\begin{cases}\ln p&{\text{si }}n=p^{k}{\text{ pour un nombre premier }}p{\mbox{ et un entier }}k\geq 1,\\0&{\text{sinon.}}\end{cases}}}
Cette importante fonction arithmétique n'est ni multiplicative, ni additive.
Elle satisfait l'identité
{\displaystyle \ln n=\sum _{d\mid n}\Lambda (d)} ou, ce qui est équivalent, {\displaystyle \Lambda (n)=-\sum _{d\mid n}\mu (d)\ln(d)},
où les sommes sont prises sur tous les entiers naturels d qui divisent n et où {\displaystyle \mu } désigne la fonction de Möbius.

## Fonction de Tchebychev
La « fonction sommatoire de von Mangoldt » {\displaystyle \psi }, aussi connue comme la deuxième fonction de Tchebychev, est définie par
{\displaystyle \psi (x):=\sum _{p^{k}\leq x}\ln p=\sum _{n\leq x}\Lambda (n)=\sum _{p\leq x}\lfloor \log _{p}x\rfloor \ln p}.
Von Mangoldt a fourni une preuve rigoureuse d'une formule explicite (en) pour {\displaystyle \psi (x)\,}, impliquant une somme sur les zéros non triviaux de la fonction zêta de Riemann. Ce fut une partie importante de la première démonstration du théorème des nombres premiers, qui équivaut à {\displaystyle \psi (x)\sim x\quad (x\to +\infty )}.

## Séries de Dirichlet
La fonction de von Mangoldt joue un rôle important dans la théorie des séries de Dirichlet, en particulier la fonction zêta de Riemann. Son logarithme est
{\displaystyle \log \zeta (s)=\sum _{n=2}^{\infty }{\frac {\Lambda (n)}{\ln n}}\,{\frac {1}{n^{s}}}}
pour {\displaystyle \Re (s)>1}. Sa dérivée logarithmique est donc :
{\displaystyle {\frac {\zeta ^{\prime }(s)}{\zeta (s)}}=-\sum _{n=1}^{\infty }{\frac {\Lambda (n)}{n^{s}}}}.
Plus généralement, sur le demi-plan de convergence d'une série de Dirichlet {\displaystyle F(s)=\sum _{n=1}^{\infty }{\frac {f(n)}{n^{s}}}}, on a
{\displaystyle F'(s)=-\sum _{n=1}^{\infty }{\frac {f(n)}{n^{s}}}\ln n=-\sum _{n=1}^{\infty }{\frac {f(n)}{n^{s}}}\sum _{d\mid n}\Lambda (d)} et si {\displaystyle f} est complètement multiplicative, on en déduit
{\displaystyle F'(s)=-F(s)\sum _{d=1}^{\infty }{\frac {f(d)\Lambda (d)}{d^{s}}}}.

## Transformation de Mellin de la fonction de Tchebychev
La transformation de Mellin de la fonction de Tchebychev peut être trouvée en appliquant la formule sommatoire d'Abel :
{\displaystyle {\frac {\zeta ^{\prime }(s)}{\zeta (s)}}=-s\int _{1}^{\infty }{\frac {\psi (x)}{x^{s+1}}}\,{\rm {d}}x}
qui reste vraie pour {\displaystyle \Re (s)>1}.

## Série exponentielle
L'équivalent {\displaystyle \psi (x)\sim x} (voir supra) se réécrit :
{\displaystyle \sum _{n\leq x}\left(\Lambda (n)-1\right)=o(x)}.

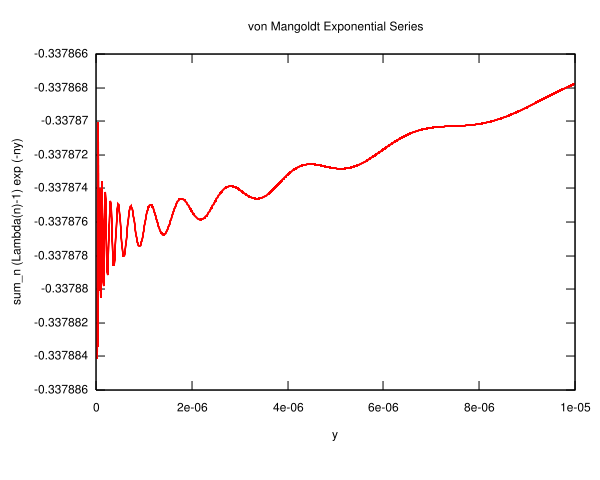
Une série exponentielle impliquant la fonction de von Mangoldt, sommée jusqu'aux premiers termes

Hardy et Littlewood ont examiné la série
{\displaystyle F(y)=\sum _{n=2}^{\infty }\left(\Lambda (n)-1\right)\mathrm {e} ^{-ny}}.
Ils ont démontré sous l'hypothèse de Riemann que
{\displaystyle F(y)=O\left({\sqrt {\frac {1}{y}}}\right)\ (y\to 0)}
et que
{\displaystyle F(y)=\Omega _{\pm }\left({\sqrt {\frac {1}{y}}}\right)\ (y\to 0)}.
Ainsi (si l'hypothèse de Riemann est vraie) cette fonction est oscillatoire, avec des oscillations divergentes: il existe une valeur {\displaystyle K>0} telle que chacune des inégalités
{\displaystyle F(y)<-{\frac {K}{\sqrt {y}}}} et {\displaystyle F(z)>{\frac {K}{\sqrt {z}}}}
est vraie infiniment souvent dans chaque voisinage de 0. Le graphe sur la droite montre que ce comportement n'est pas facile à illustrer : les oscillations ne sont clairement visibles que lorsque les 100 premiers millions de termes de la série ont été sommés, et pour {\displaystyle y<10^{-5}}.

## La moyenne de Riesz
La moyenne de Riesz de la fonction de von Mangoldt est donnée par
{\displaystyle \sum _{n\leq \lambda }\left(1-{\frac {n}{\lambda }}\right)^{\delta }\Lambda (n)}
{\displaystyle =-{\frac {1}{2\pi \mathrm {i} }}\int _{c-\mathrm {i} \infty }^{c+\mathrm {i} \infty }{\frac {\Gamma (1+\delta )\Gamma (s)}{\Gamma (1+\delta +s)}}{\frac {\zeta ^{\prime }(s)}{\zeta (s)}}\lambda ^{s}ds}
{\displaystyle ={\frac {\lambda }{1+\delta }}+\sum _{\rho }{\frac {\Gamma (1+\delta )\Gamma (\rho )}{\Gamma (1+\delta +\rho )}}+\sum _{n}c_{n}\lambda ^{-n}}.
Ici, {\displaystyle \lambda } et {\displaystyle \delta } sont des nombres caractérisant la moyenne de Riesz. On doit prendre {\displaystyle c>1}. La somme sur {\displaystyle \rho } est la somme sur les zéros de la fonction zêta de Riemann, et on peut montrer que la série {\displaystyle \sum _{n}c_{n}\lambda ^{-n}} converge pour {\displaystyle \lambda >1}.